# Vitry-en-Artois
Vitry-en-Artois ist eine französische Gemeinde mit 4842 Einwohnern (Stand 1. Januar 2022) im Département Pas-de-Calais in der Region Hauts-de-France. Sie gehört zum Arrondissement Arras und zum Kanton Brebières.
Nachbargemeinden von Vitry-en-Artois sind Quiéry-la-Motte im Norden, Brebières im Nordosten, Noyelles-sous-Bellonne im Südosten, Sailly-en-Ostrevent im Süden, Biache-Saint-Vaast im Südwesten, Fresnes-lès-Montauban im Westen und Izel-lès-Équerchin im Nordwesten.

## Bevölkerungsentwicklung
| Jahr      | 1962 | 1968 | 1975 | 1982 | 1990 | 1999 | 2009 |
| Einwohner | 3389 | 3593 | 4748 | 4738 | 4732 | 4595 | 4413 |

## Sehenswürdigkeiten
- Kirche Saint-Martin

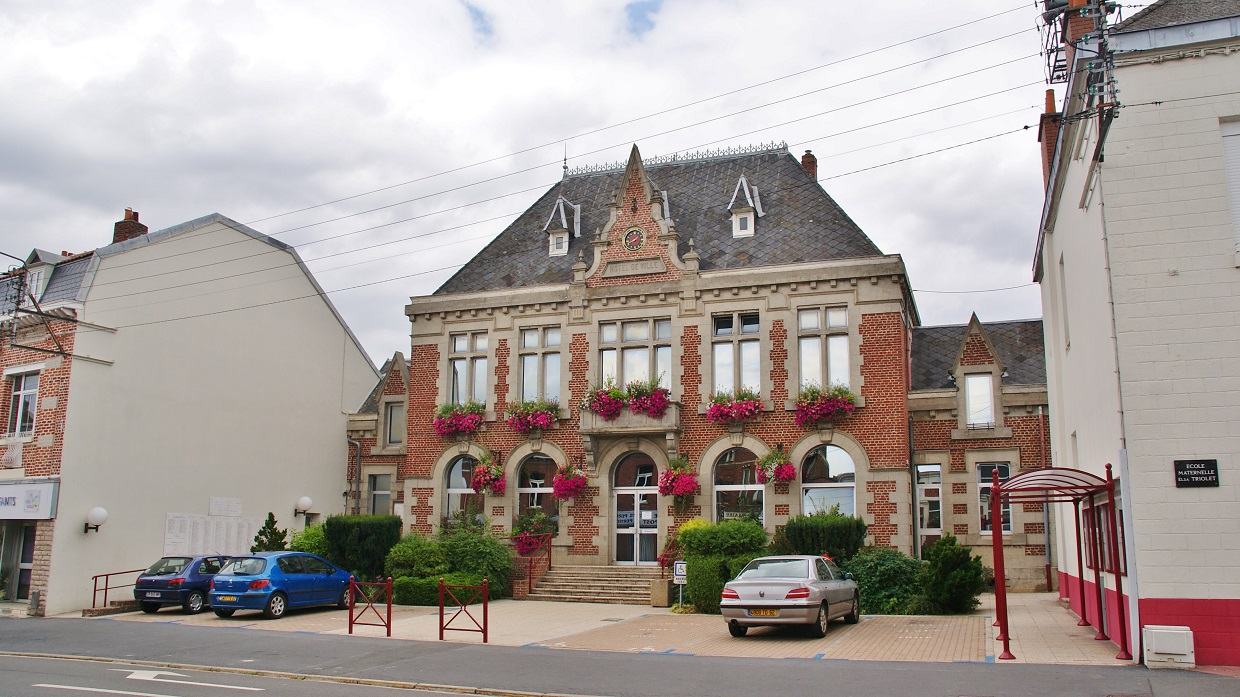
Rathaus
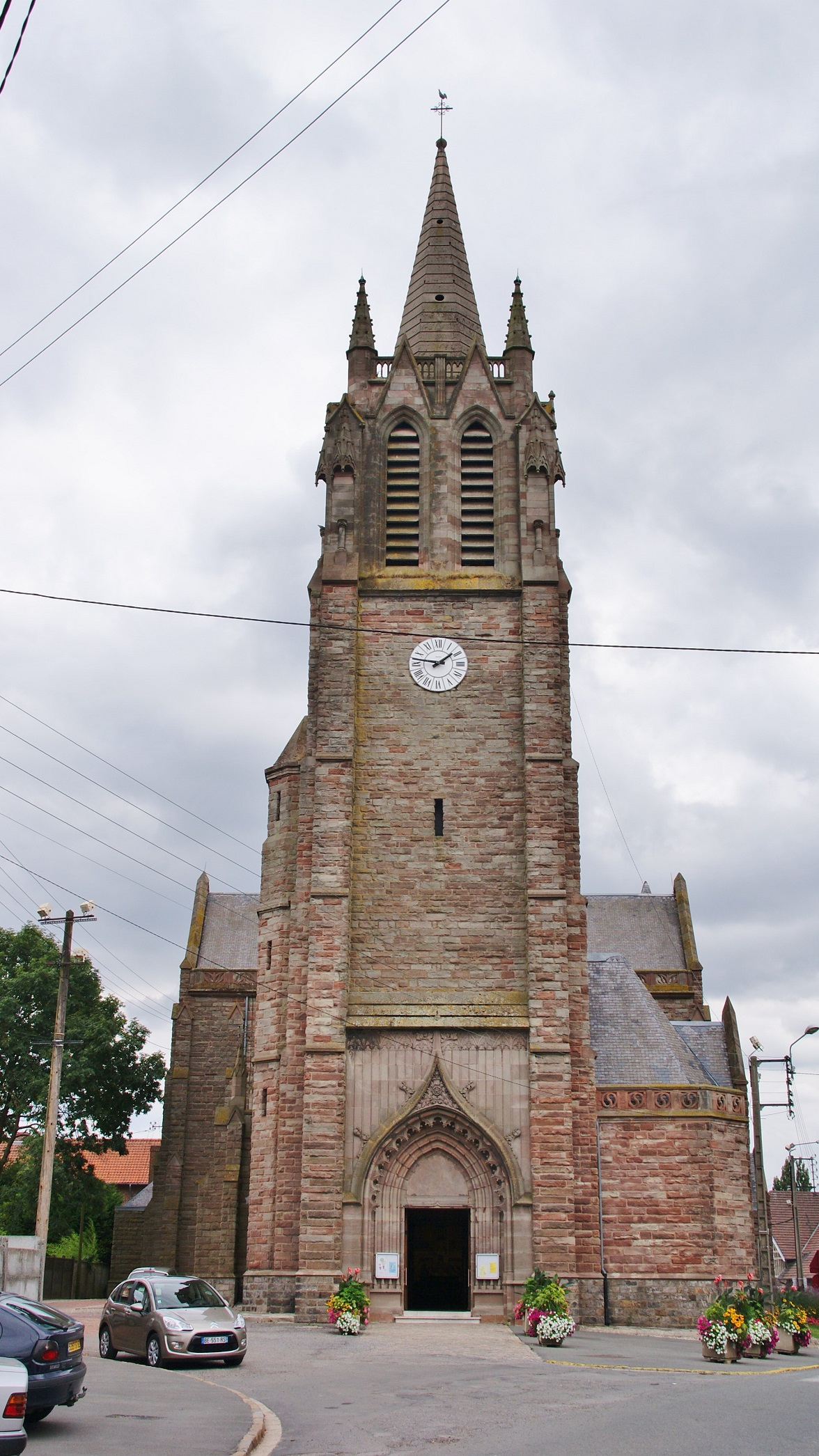
Kirche Saint-Martin

- Der Flugplatz Vitry-en-Artois existiert schon seit der Frühzeit der Fliegerei.

## Persönlichkeiten
- König Sigibert I. (um 535–575) wurde in Vitry-en-Artois ermordet
- Philippe de Vitry (1291–1361), Bischof von Meaux, Komponist, geboren in Vitry